# Charisma (geslacht)
Charisma is een geslacht van weekdieren uit de klasse van de Gastropoda (slakken).

## Soorten
- Charisma arenacea (Pritchard & Gatliff, 1902)
- Charisma candida (A. Adams, 1861)
- Charisma carinata (Verco, 1907)
- Charisma compacta Hedley, 1915
- Charisma josephi (Tenison-Woods, 1877)
- Charisma latebrosa (Hedley, 1907)
- Charisma radians (Laseron, 1954)
- Charisma simplex (Laseron, 1954)